# 庫亞馬卡 (加利福尼亞州)
庫亞馬卡（英語：Cuyamaca）是位於美國加利福尼亞州聖地牙哥縣的一個非建制地區。該地的面積和人口皆未知。

## 地理
庫亞馬卡的座標為32°56′46″N 116°34′34″W / 32.94611°N 116.57611°W，而該地的平均海拔高度為1 985米（即6512英尺）。